# 인저우구 (톄링시)

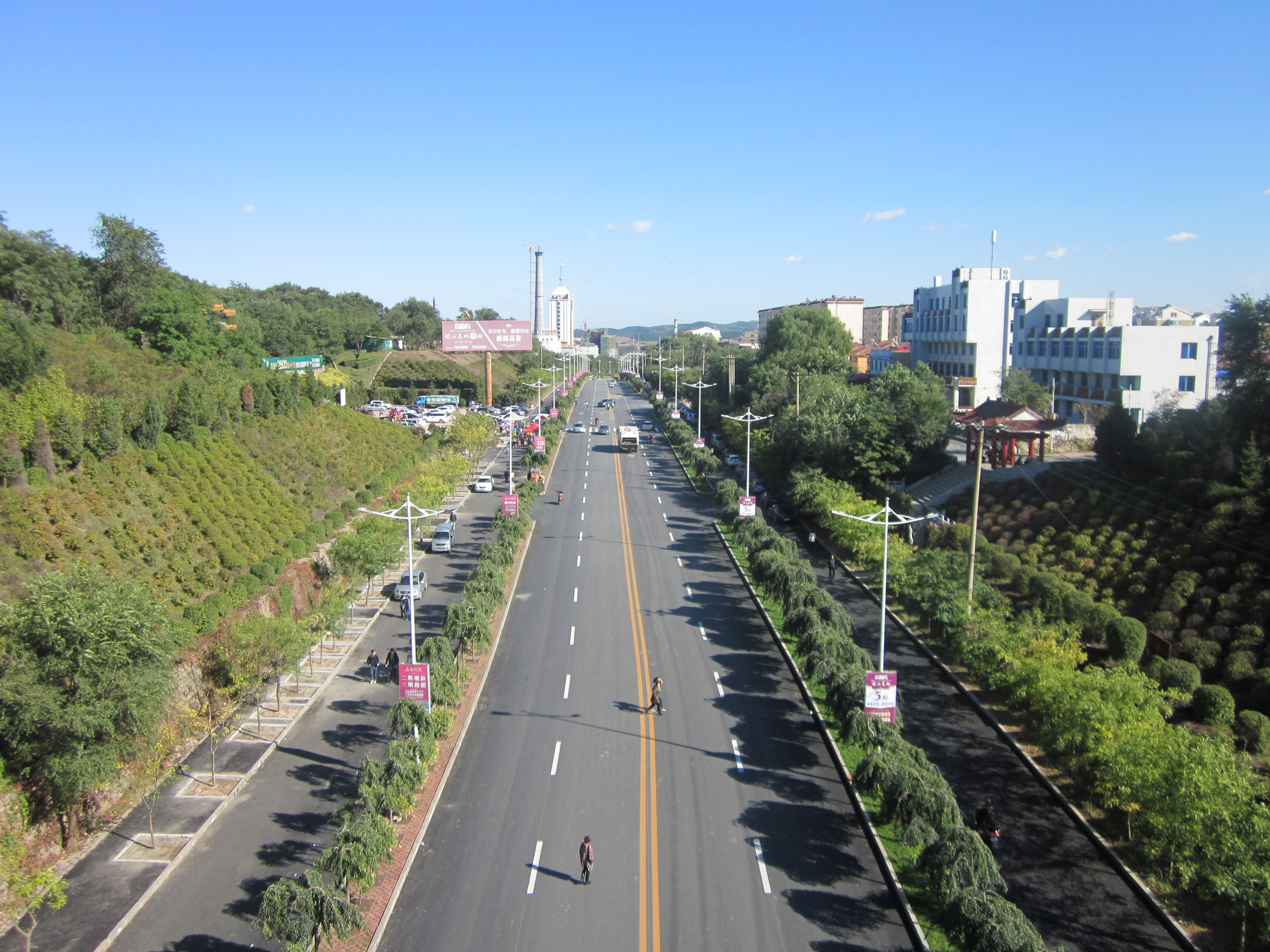

인저우구(한국어: 은주구, 중국어: 银州区, 병음: Yínzhōu Qū)는 중화인민공화국 랴오닝성 톄링 시의 행정구역이다. 넓이는 203km2이고, 인구는 2007년 기준으로 350,000명이다.

## 행정 구역
6개 가도, 1개 향을 관할한다.
- 가도: 红旗街道, 工人街道, 铜钟街道, 柴河街道, 岭东街道, 岭西街道.
- 향: 龙山乡.